# Jacksonia angulata
Jacksonia angulata är en ärtväxtart som beskrevs av George Bentham. Jacksonia angulata ingår i släktet Jacksonia och familjen ärtväxter. Inga underarter finns listade i Catalogue of Life.